# Jari Sillanpää
Jari Sillanpää (ur. 16 sierpnia 1965 w Ludvice) – fińsko-szwedzki piosenkarz.
W 1995 rozpoczął karierę muzyczną od zwycięstwa na festiwalu tanga Tangomarkkinat w Seinäjoki. Na rynku fonograficznym debiutował albumem, zatytułowanym po prostu Jari Sillanpää, za który otrzymał certyfikat podwójnie platynowej płyty za sprzedaż w nakładzie ponad 270 tys. egzemplarzy i tytuł najczęściej kupowanego wydawnictwa w historii fińskiego rynku fonograficznego. Od tamtej pory wydał jeszcze 10 albumów studyjnych: Auringonnousu (1997), Varastetut helmet (1998), Onnenetsijä (1999), Hän kertoo sen sävelin (2001), Määränpää tuntematon (2003), Albumi (2008), Al ritmo latino! (2008), Kuin elokuvissa (2009), Millainen laulu jää (2011) i Rakkaudella merkitty mies (2014). Dyskografię uzupełniają dwa albumy świąteczne – Hyvää joulua (1996) i Maa on niin kaunis (2005), cztery składanki przebojów – Kuninkaan kyyneleet  (2000), Parhaat (2005), Kaikkien aikojen parhaat (2013) i 36 Unohtumatonta (2014), oraz album koncertowy pt. Hän laulaa – Kuninkaan 10 kultaista vuotta (2005). Trzy wydane przez niego albumy dotarł do pierwszego miejsca listy najczęściej kupowanych płyt w Finlandii.
Laureat nagrody Emma dla debiutanta roku (1996) i artysty roku (1997). Zdobywca nagrody specjalnej na festiwalu Golden Stag 1997. Reprezentant Finlandii z utworem „Takes 2 to Tango” w 49. Konkursie Piosenki Eurowizji (2004). Zdobywca statuetki Iskelmä Finlandia 2005.

## Życie prywatne
Urodził się w Ludvice, w rodzinie szwedzkich Finów. Jego matka była jednym z dzieci ewakuowanych do Szwecji podczas II wojny światowej. Jego pradziadek ze strony matki, Potif Afanasief i prababcia byli Rosjanami.
W połowie lat 90. XX wieku przyjechał do Finlandii. W 2010 uzyskał fińskie obywatelstwo.
W 2006 wyznał w wywiadzie dla dziennika „Helsingin Sanomat”, że jest gejem. 
W lutym 2020 został oskarżony o wykorzystanie seksualne nieletniego i rozpowszechnianie materiałów o kontekście erotycznym.

## Dyskografia
Albumy studyjne
- Jari Sillanpää (1996)
- Auringonnousu (1997)
- Varastetut helmet (1998)
- Onnenetsijä (1999)
- Hän kertoo sen sävelin (2001)
- Määränpää tuntematon (2003)
- Albumi (2008)
- Al ritmo latino! (2008)
- Kuin elokuvissa’ (2009)
- Millainen laulu jää (2011)
- Rakkaudella merkitty mies’ (2014)

Albumy kompilacyjne
- Kuninkaan kyyneleet – 38 suosituinta (2000)
- Parhaat (2005)
- Kaikkien aikojen parhaat (2013)
- 36 Unohtumatonta (2014)

Albumy świąteczne
- Hyvää joulua (1996)
- Maa on niin kaunis (2000)

Albumy koncertowe
- Hän laulaa – Kuninkaan 10 kultaista vuotta (2005)